# 小行星8846
小行星8846是一颗围绕太阳公转的小行星。1990年9月13日，亨利·德波鸿诺在拉西拉天文台发现了此天体。
这颗小行星的绝对星等为358.20632等。